# Longirostromeryx
A Longirostromeryx az emlősök (Mammalia) osztályának párosujjú patások (Artiodactyla) rendjébe, ezen belül a pézsmaszarvasfélék (Moschidae) családjába tartozó fosszilis nem.

## Tudnivalók
A Longirostromeryx-fajok Észak-Amerika középső részén éltek, a középső miocén és a késő pliocén korszak között.

## Rendszerezés
A nembe az alábbi 3-4 faj tartozik:
- Longirostromeryx clarendoniensis
- Longirostromeryx novomexicanus
- Longirostromeryx wellsi
- ?Longirostromeryx blicki

### Fordítás
- Ez a szócikk részben vagy egészben  a   Longirostromeryx című angol Wikipédia-szócikk ezen változatának fordításán alapul.  Az eredeti cikk szerkesztőit annak laptörténete sorolja fel. Ez a jelzés csupán a megfogalmazás eredetét és a szerzői jogokat jelzi, nem szolgál a cikkben szereplő információk forrásmegjelöléseként.